# 전문식
전문식(1968년 1월 9일 ~ )은 대한민국의 영화 감독 겸 배우이다.

## 출연작

### 영화 작품

#### 출연 및 기타
- 가문의 수난 (Marrying The Maifa 4) (2011년) 무술
- 의형제 (Secret Reunion) (2010년) 무술
- 불꽃처럼 나비처럼 (The Sword With No Name) (2009년) - 스즈끼 역
- 해운대 (Haundae) (2009년) 무술지도
- 여고괴담 5 (Whispering Corridors 5) (2009년) 무술
- 로니를 찾아서 (Where Is Ronny... (2009년) 무술지도
- 비몽 (Dream) (2008년) 무술
- 영화는 영화다 (Rough Cut) (2008년) 무술
- 흑심모녀 (Black Heart) (2008년) 무술
- 마지막 선물 (Last Prisent) (2007년) 무술
- 색즉시공 2 (Sex In Zero 2) (2007년) 무술
- 두 얼굴의 여친 (Two Faces Of Girlfriend) (2007년) 무술
- 타짜 (The War Of Flower) (2006년) 무술
- 형사 Duelist (Duelist) (2005년) - 갓쓴 무리대장 역
- 가문의 영광 2 (Marrying The Maifa 2) (2005년) 무술
- 얼굴 없는 미녀 (Faceless Beauty) (2004년) 스턴트
- 하루 (A Day) (2001년) 스턴트
- 텔 미 썸딩 (Tell Me Something) (1999년) 스턴트팀
- 깊은 슬픔 (Deep Sorrow) (1997년) 액션연기
- 큐 (Cue) (1997년) - 사내 1 역
- 언더그라운드 (The Underground) (1996년) - 조직원 5 역
- 테러리스트 (The Terrorist) (1995년) 무술연기
- 심술도사와 닌자 꼴뚜기 (Ascetic Ninja Kkolttoki) (1992년)
- 맹구와 땅콩도사 (Maeng Gu And Penuts) (1992년)
- 위기의 용사 반달가면 (Crisis Of Warrior Ban Dal Mask) (1991년) - 엑스 역
- 우주의 용사 반달가면 (Legend Of Warrior Ban Dal Mask) (1991년) - 카이저 역
- 그림 도사와 홍길동 (The Picture Of Hong Gil Dong) (1991년) - 백나찰 역
- 부채 도사와 홍길동 (The Folding Fan Of Hong Gil Dong) (1991년) - 월하대사 역
- 신비의 용사 반달가면 (Mystery Of Warrior Ban Dal Mask) (1991년) - 엑스 역
- 짬뽕 홍길동 (The Mixed Up Hong Gil Dong) (1990년) - 철가면 역
- 전설의 용사 반달가면 (Legend Of Warrior Ban Dal Mask) (1990년) - 엑스 역

#### 무술감독
- 나는 아빠다 (I Am a Dad) (2011년)
- 이층의 악당 (Villain & Widow) (2010년)
- 방가? 방가! (Delightd? Delightd!) (2010년)
- 포화 속으로 (Into The Fire) (2010년)
- 하모니 (Haormony) (2010년)
- 킬 미 (Kill Me) (2009년)
- 무림여대생 (My Mighty Princess) (2009년)
- 헨젤과 그레텔 (Hansel and Gratel) (2007년)
- 허브 (Herb) (2007년)
- 김관장 대 김관장 대 김관장 (Mr. Kim Vs Mr. Kim Vs Mr. Kim) (2007년)
- 잔혹한 출근 (Educating Kidnaperrs) (2006년)
- 두뇌유희 프로젝트, 퍼즐 (Puzzle) (2006년)
- 공필두 (Detective Mr. Gong) (2006년)
- 천군 (Heaven's Soldiers) (2005년)
- 이대로, 죽을 순 없다 (Shot Time) (2005년)
- 역전의 명수 (The Twins) (2005년)
- 투 가이즈 (Two Guys) (2004년)
- 내 여자친구를 소개합니다 (Windstruck) (2004년)
- 효자동 이발사 (The President;s Barber) (2004년)
- 범죄의 재구성 (The Big Swindle) (2004년)
- 빙우 (Ice Rain) (2004년)
- 역전에 산다 (Reversal Of Fortune) (2003년)
- 나비 (Mr. Butterfly) (2003년)
- 이중간첩 (Double Agent) (2003년)
- 2424 (Two Four Two Four) (2002년)
- 가문의 영광 (Marrying The Mafia) (2002년)
- 아 유 레디? (RU READY?) (2002년)
- 울랄라 씨스터즈 (Oolala Sistets) (2002년)
- 세이 예스 (Say Yes) (2001년)
- 인정사정 볼 것 없다 (Nowhere To Hide) (1999년)
- 쁘아종 (Poison) (1997년)